# Френкель, Абрам Семёнович
Абрам Семёнович Френкель (28 мая 1899, Екатеринослав — ?) — советский учёный в области технологии огнеупоров, доктор технических наук, профессор, лауреат Сталинской премии (1950).

## Биография
Родился 28 мая 1899 года (по старому стилю) в Екатеринославе. Его отец Шефтель Абрамович Френкель был строительным подрядчиком и владельцем кирпичного завода в Жандармской балке, казначеем еврейской молитвенной школы «Хавацэлет Гашарон» (1907—1910) и старостой синагоги «Ойрах-Тфило» (1913—1917) в Екатеринославе; в 1914 году выиграл тендер на устройство разветвлённой городской канализационной сети, в 1913 году возвёл здание городского ломбарда на Большой Базарной улице, владел доходным «домом Френкеля» на Староказацкой улице, № 7 — одним из крупнейших доходных домов города.
Состоял студентом Екатеринославского горного института (1922). Окончил Харьковский технологический институт по специальности «Технология силикатов (1925).
Около 50 лет работал в Украинском НИИ огнеупоров (УкрНИИО): научный сотрудник, начальник лаборатории применения основных огнеупоров, главный инженер, заместитель директора по научной работе.
Параллельно работал в промышленности — на металлургическом заводе им. Петровского (начальник огнеупорного цеха), на комбинате «Магнезит» (Челябинская область, г. Сатка) (1941—1944, технический директор), Первоуральском динасовом заводе, был главным инженером треста «Укрогнеупор».
Также заведовал кафедрой технологии силикатов Днепропетровского металлургического института.
В 1966 г. присвоена докторская степень по итогам защиты доклада:
- Физико-химические основы, технологические и конструктивные разработки по созданию цельноосновной огнеупорной футеровки мартеновской печи [Текст] : Доклад по опублик. работам на соискание учен. степени доктора техн. наук / Харьк. политехн. ин-т им. В. И. Ленина. — Харьков : [б. и.], 1965. — 77 с. : ил.

В 1942 г. вместе с инженером Г. М. Беем предложил конструкцию распорно-подвесного свода печи из магнезиальных огнеупоров, что позволило повысить температуру плавки до 1800 градусов. За это в 1950 г. присуждена Сталинская премия.
Награждён орденом Красной Звезды (31.03.1945).
Сочинения:
- Высокоогнеупорные изделия для цельноосновной мартеновской печи и пути повышения их стойкости в службе [Текст] / Проф. А. С. Френкель (ВНИИО); М-во черной металлургии СССР. Науч.-техн. о-во черной металлургии. Всесоюз. совещание работников огнеупорной пром-сти. Сталино, 1955 г. — [Москва] : [б. и.], [1955]. — 32 с. : черт.; 22 см.
- Износ огнеупоров в насадках регенераторов мартеновских печей / А. С. Френкель, О. М. Маргулис // Сталь. ― 1950. ― № 2. ― С. 124‒135.